# 大埔足球會
大埔足球會（英語：Tai Po Football Club）是香港新界大埔區的一間地區足球會，成立於2002年，現時於香港超級聯賽角逐。球會主場為大埔運動場，可容納3,200名觀眾。
大埔於2006–2007球季首次晉升香港甲組足球聯賽，成為香港歷史上首支由香港丙組(地區)足球聯賽晉升上甲組的地區足球隊。球會曾於2018–19及2024–25球季兩度奪得香港超級聯賽冠軍，其中2024–25球季更以2分優勢力壓理文，時隔6年再度登頂。

## 球隊歷史

### 成立初期（2002年–2005年）
一批在大埔區內踢足球的年輕人，包括陳旭智、呂志興、史建威等，在足球場上認識了當時已經踏足地區事務，以及後來的大埔足球會籌辦人之一的溫官球。這一批年輕人組成的球隊，參與各項比賽而且成績非常不俗，經溫官球的介紹下認識了另一位大埔足球會籌辦人陳平，而這一批年輕人後來亦成為了大埔足球會在丙組作賽的基本班底。
2002年，香港足球總會改革乙丙組賽事，吸納地區球隊並促使球員年輕化，藉以提昇香港足球運動，新成立香港丙組(地區)足球聯賽。大埔區議會於2002年9月3日的區議會全體會議上，通過支持地區足球隊參賽，正式成立大埔足球會。其後，大埔奪得2003–2004年丙組聯賽總冠軍，首次升上乙組作賽。

### 升班甲組（2005年–2007年）
大埔足球會2005–2006年球季，以 24 戰 16 勝 6 和 2 負成績，獲得乙組聯賽亞軍，獲得升上甲組資格，為歷來首支升上甲組的香港丙組(地區)足球聯賽球隊。大埔獲和富社會企業為期 3 年的 50 萬元冠名贊助，以「和富大埔」的名義參加甲組聯賽，班費約為 160 萬港元，羅致了來自流浪的趙俊傑、蘇來強、晨曦門將李瀚灝、東方前鋒安基斯、港會印度裔港將文迪和外援迪士尼等球員增強實力。
2006–2007年球季，大埔在升班首場比賽以 0–1 僅負流浪後，其後更分別以 0–6 及 1–6 敗於聯華紅牛及傑志腳下。及後，經增援後首次在大埔運動場主場迎戰班霸南華，僅在補時階段失掉自由球以 2–3 落敗，表現大獲好評。其後，大埔表現亦漸入佳境，先大勝香港08 4–1，其後再在落後 1–3 的劣勢下，以 4–3 反勝愉園，後來再以 2–1 擊敗榜首的傑志，獲傳媒冠以「神奇球隊」之名的和富大埔，最终以 18 戰 7 勝 3 和 8 負得 24 分，排在聯賽績分榜的第七位，成功護级。
主教練陳曉明執教一季後，於2007年夏天離隊轉任「升班馬」華家堡領隊，大埔遂改聘前流浪教練巴貝利接任教練。

### 穩步上揚（2007年–2008年）
2007-2008年度球季，大埔班費增加至 400 萬，季初主教練巴貝利表示希望能為球會打好基礎，長遠發展為爭標球隊，而該季則以聯賽前 5 名為目標。球員方面，球會主要沿用原有班底，華人球員只有中堅簡子洋及左後衛鍾健強離隊轉投升班隊伍華家堡。而外援方面，除了留用中堅祖爾、中場祖利亞及前鋒安基斯外，亦於季初從流浪簽入國援叶佳，其後進一步增援，簽入巴西中鋒拉菲爾。
球隊在開季頭5場取得為2勝1和2負的不俗成績，然而會方與巴貝利在用人方針上有嚴重分歧，加上巴貝利的訓練方式早已引起隊中球員的不滿，最終球會在雙方同意下解約，由陳浩然暫代主教練一職。
在2007年12月2日，對東方的聯賽中，和富大埔在25分鐘獲判十二碼，祖利亞在主射期間多次作出假動作，被球證鮑世賢判定為欠缺體育精神行為，入球作廢並給予東方一記自由球，然而該判決明顯違反球例。和富大埔賽後向足總作出書面抗議，並提出上訴並要求重賽，最終為足總以球證未有根據球例所指定的方式去處理事件及參考國際足協於2006年世界盃外圍賽（2005年9月3日）「烏茲別克 對 巴林」的處理方式，而判處比賽需要重賽。重賽中，大埔以 3–1 擊敗東方。
2007–2008年度球季，和富大埔最終以 18 戰 7 勝 6 和 5 負得 27 分，成為香港甲組足球聯賽季軍。
在足總盃四強賽事擊敗南華，歷史性首次打進本地頂級賽事盃賽的決賽。香港足總盃決賽於2008年5月18日在香港大球場上演，和富大埔以 0–2 敗給公民，只能屈居亞軍。當日入場人數為 5,925，為2007–08球季本地足球比賽最多人入場的一次。

### 首奪冠軍（2008年–2009年）
2008–2009年球隊，獲得新界地產商會及和富社會企業聯合冠名贊助，幾經爭取後才獲足總通過以「新界地產和富大埔」名字參賽。由球初開始一直位居前列，雖然季中先後有李康廉與祖爾兩名主力離隊他投，以及趙俊傑、陳衍光、馮振霆等球員長期受傷，至最終只能以 24 戰得 41 分，獲得聯賽第六名。不過，大埔卻連續兩年成功殺入足總盃決賽，並以 4–2 擊敗另一支地區球隊天水圍飛馬，奪得球隊升上甲組以來的首項錦標，取得下一年度代表香港出戰亞洲足協盃資格。

### 進軍亞協（2010年）
大埔季前組軍策略亦針對亞洲足協盃而作出準備，除了季末已經宣佈離隊的外援祖利亞，從四海借用的中鋒卡立亦離隊而去。華人球員方面，有馮振霆轉投愉園，李樹烊轉投「升班馬」大中。從結盟球隊番禺明珠俱樂部引進了國援中鋒陳立明、中場荆騰及車潤秋，並從四海羅致家住大埔的前鋒杜瀚滔。開季後再從大中簽入外援中堅拿美，以及勝任多個防守位置的國援楊旭。
於對傑志賽事半場休息時，球隊宣布邀得李煌添入閣擔任領隊，未來三季將每季注資可觀的贊助費，令球隊的財政問題得到解決。
大埔在2010年亞洲足協盃被編入 H 組，同組對手有泰港（泰國）、峴港（越南）和芽籠聯（新加坡）。第一場亞洲足協盃在2010年2月24日作客新加坡對芽籠聯，憑安基斯於比賽 69 分鐘的開紀錄入球以 1–1 賽和對手，成功在第一場賽事取得球史上的第一個亞協入球及分組賽的第一分。然而，由於大埔的主球場大埔運動場因為未能符合亞洲足協的要求，故球會在出戰亞洲足協盃賽事時會使用將軍澳運動場作主場。

### 回落時期（2010年–2012年）

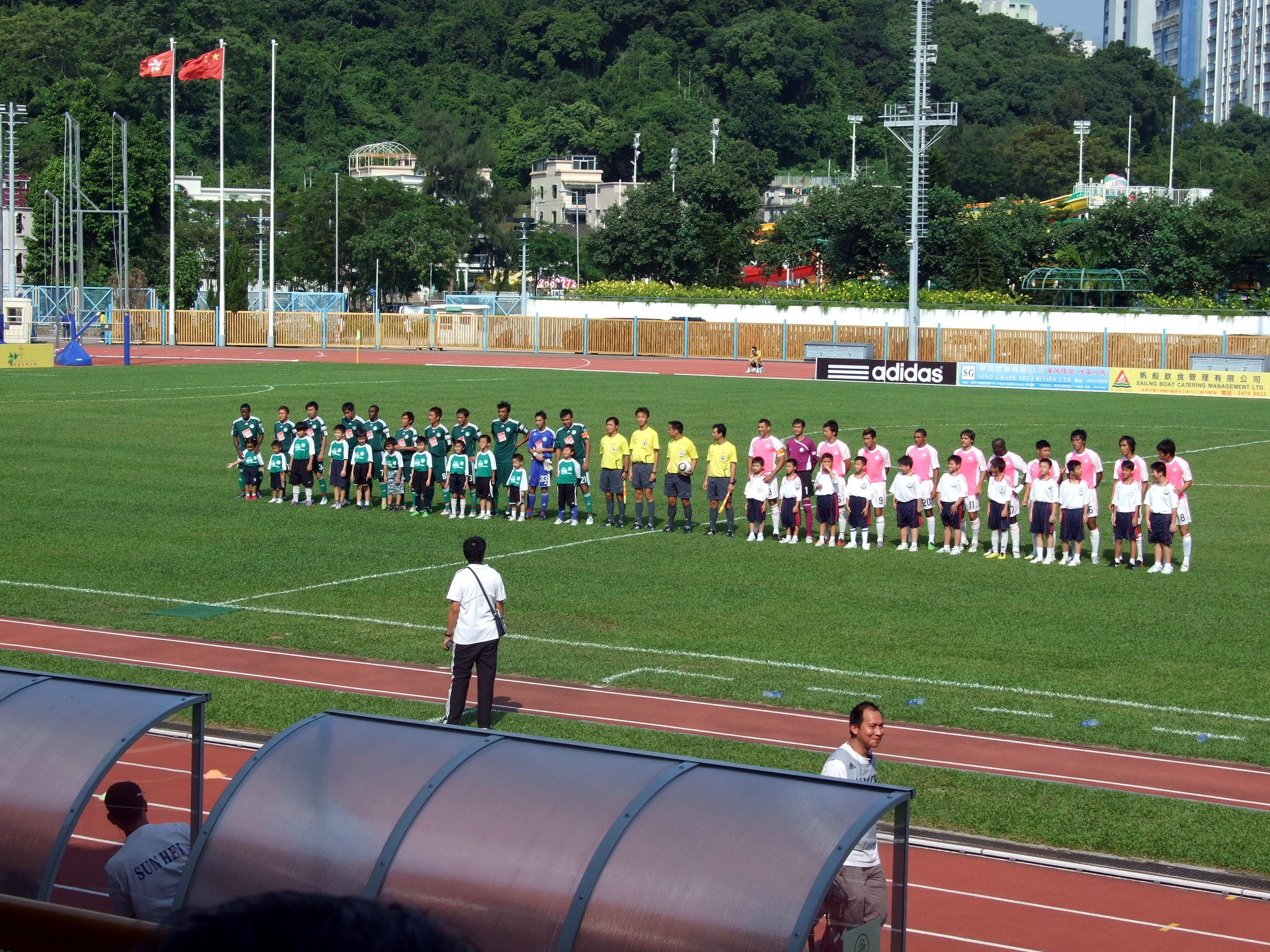
大埔隊於主場大埔運動場迎戰晨曦

身穿16號球員的二十一歲中場國援毛夢索，在2010年6月13日與女朋友李卓玲在西藏支教時遇車禍死亡。
大埔於2010年7月16日開操及舉行季前記者會，公布新球季班費為400萬元，雖然有門將李瀚灝、隊長蘇來強及中堅趙俊傑等離隊，但補充前鋒安杜、中場李圳業及黃鎮宇三名有經驗球員，教練張寶春相信球隊有能力爭取到前4。最終大埔獲得香港甲組足球聯賽第5名，並於足總盃得到亞軍。
大埔足球會秘書長陳平於2011年6月透露，一間上市公司正準備每年贊助150萬港元，連同大埔區議會的50萬港元，加上原有贊助商Fitboxx約50萬港元的贊助，大埔新球季將可望有不少於250萬港元贊助費。2011年11月，大埔代表香港出戰滬港盃，迎戰中甲第9名上海東亞。兩回合計大埔以三比十落敗。

### 降班浮沉（2012年–2016年）
2012-2013年度球季，和富大埔成功殺入高級組銀牌決賽，並以互射十二碼擊敗公民，首奪銀牌冠軍。雖然首奪銀牌，但大埔在甲組聯賽的成績一般，在最後一輪決定性的聯賽中，大埔於補時被橫濱FC(香港)迫和 2–2，最終以18戰4勝7和7負得19分，被四隊20分球隊壓過，在甲組聯賽10隊中包尾，護級失敗。亦成為甲組聯賽成立百多年來，最高分的榜尾球隊。
2013-2014年度球季，和富大埔奪得乙組聯賽冠軍，取得升到資格，可以參與首屆2014–15年香港超級聯賽。
大埔於2014–2015年香港超級聯賽的表現一般，更曾錄得13場不勝。2015年5月3日，尾二的黃大仙以5–1大勝YFC澳滌，賽後以15戰得11分壓過15戰得7分的大埔，提前一輪令大埔最終以16戰1勝4和11負的成績排名在榜尾降班。其後，足總向球隊提出留級邀請，最終因為與新贊助商未能達成協議，加上區議會不支持底下放棄，按例降班至甲組。

### 重返超聯（2016年–2018年）
2015–2016球季奪得甲組冠軍，2016–2017年球季再次踢香港超級聯賽。自2012–2013球季勇奪高級組銀牌冠軍後，於2017年5月3日加時以 2–1 反勝香港飛馬奪得首個菁英盃冠軍，事隔4年後再次取得頂級賽事的錦標，而賽後巴西外援盧卡斯更當選賽事最有價值球員。其後和富大埔於5月21日區內舉行巴士勝利巡遊，足主蔡尚圻亦透露下季班費將增至破球會紀錄的1,200萬元，大部分球員也獲加薪，並已定下 5 年長遠計劃。
2017–2018球季，和富大埔為了提升球隊的管理主教練李志堅將會兼任球隊總監，隊長陳旭智亦晉身管理層改任球隊助教，葉佳則會擔任球會職員和大埔女子隊主練，而球會雙隊長則會由李瀚灝與黃威擔任，和富大埔該季班費打破球會紀錄約近 1,300 萬港元而針對性的增援可大大提升球隊實力，球隊將以兩個盃賽冠軍及聯賽三甲為目標。在港超煞科戰中，和富大埔完場前反勝香港飛馬2–1，壓過對手以次名完成聯賽，獲得來屆亞協盃參賽資格。

### 再戰亞協、首奪超聯（2018年–2019年）
為進軍亞協盃，該季班費增加至一千八百萬元。為增加亞協盃出線機會，簽入多名本地華將及歸化球員，包括防守中場陳肇鈞、攻擊中場歐陽耀冲等共十二位球員。
季中簽入歸化攻擊球員辛祖務求進軍亞洲足協盃分組賽，最終於亞洲足協盃附加賽圈以互射十二碼擊敗北韓甲組亞軍黎明體育團，晉身決賽周I組。
2019年5月4日，和富大埔作客富力R&F在燕子崗體育場上演榜首大戰，和富大埔半場落後富力R&F一球，及後憑著辛祖於比賽尾段連入兩球，上演大逆轉，2比1反勝富力R&F，以17戰得38分的戰績提早一輪奪得2018–2019球季聯賽的冠軍寶座，亦歷史上球會及區隊首次奪得香港頂級足球聯賽冠軍，也是繼1962-1963年元朗足球隊後，另一支地區球隊奪得香港頂級足球聯賽冠軍。

### 首戰亞冠外圍賽 (2019年–2020年）
凱景主教練馮凱文帶同有潛質的青年球員，例如港隊前鋒孫銘謙等，入主大埔，並邀請前佳聯元朗主教練郭嘉諾新一季大埔主教練。唯郭嘉諾在執教大埔3個月後以修讀亞洲足協專業級教練牌照為由請辭。。
但大埔戰績欠佳，在亞冠盃前的16場本地比賽中，大埔只得3勝，其中在12月至1月更錄得6連敗。2020年1月21日，和富大埔作客馬來西亞出戰亞冠盃外圍賽次圈對吉打，為應付亞冠賽事，會方邀得戴貝碧及艾雲擔任球隊主教練及助教。但在比賽33分鐘孫銘謙在攔截對手單刀時侵犯對手，獲紅牌被趕離場，令大埔大部分時間10人應戰，最終慘敗1：5，只能轉戰亞協盃。。
在2月閉門作賽中，和富大埔卻迎來轉機。為增強實力，會方簽入韓援金承龍增強實力，並在艾雲帶領下，球會在當月四場賽事均錄得不敗，包括在菁英盃中擊敗強敵富力R&F，兼且當月最有價值球員、最佳金球及撲救奬項全由大埔球員勇奪。
唯好景不常，2020年4月14日，在新冠疫情影響下，國內贊助商宏大集團資金流動出現問題，令和富大埔出現拖糧情況。5月29日，會方宣佈放棄角逐2019-2020年港超餘下賽事及退出亞協盃。。

### 首次自降甲組 (2020年-2022年)
2020年6月12日，香港足球總會宣佈和富大埔不會參加2020-2021球季中銀人壽香港超級聯賽。10月21日，足總公佈新一屆菁英盃賽程，和富大埔落實自降甲組。
2020-2021球季，為組軍迎戰甲組，和富大埔羅致大量前港甲及前港超球員，包括門將李瀚灝，後衛盧俊傑、謝敏榮、李靈峰，中場蘇來強、史建威、彭超然，前鋒袁立翔、黃祖心、殷惠康、梁子駿等球員。因贊助商問題、季中不少球員離開、只有少數球員留效，為此球隊提升不少U16及U18球員頂替，其中包括年輕小將中場郭縉諾、前鋒彭欽蓬、以及後衛葉凱傑等。但最後始終因經驗尚淺，大埔最後在因疫情而變成單循環的甲組聯賽中，13戰只得兩勝兩和、累積得八分，排名十三。幸在足總取消升降班制度下，大埔來年續戰港甲。
2021-2022球季，和富大埔新任主席林奕權上任，為改善戰績，招攬不同具經驗球員「回家」，包括大埔青年軍出身的後衛方柏倫，又有廖偉業、張志勇、陳曉鋒、老將葉佳、安基斯、安達，為球隊增強競爭力。上半季和富大埔火力強勁，大比數擊敗例如駿其、南華等不同的球隊，半季已經累計25得失球，第十三輪聯賽更壓過佳聯元朗，成為冬季冠軍。同年6月舉行的香港甲組聯賽盃，大埔在賽季停擺半年下狀態不足，先以1-2反敗愉園再負高力北區，但愉園在對陣大埔的賽事中，誤派停賽的前大埔球員彭超然上陣，故被判3-0落敗，由大埔全取3分。大埔及後擊敗中西區，在分組賽積6分，奇蹟以A組次名出線，於準決賽以1：0擊敗沙田殺入決賽，決賽在後衛陳港斌梅開二度下，以2-1反勝由梁星耀倒戈先開紀錄的深水埗勇奪冠軍。

### 重返港超 (2022年一2024年)
2021–2022球季奪得甲組聯賽盃冠軍後，球會決定升班至香港超級聯賽作賽，主席林奕權透露班費約為500萬港幣。
2022–2023球季，大埔以去季甲組班底再簽入多位具港超經驗的球員增強實力，例如曾於冠軍球季效力的鍾偉強、李家豪、鄭子森，外援利馬、王力威，並獲兩新巴西外援保連奴、加比爾加盟，並起用前助教李恒滙為主教練。。
2023年5月10日，球季完結，主教練李恒滙移民及守龍門教練陳家麒移民離隊，隊中資深球員龍門李瀚灏及中場史建威將結束職業足球員生涯。
2023一2024年球季
2023年6月，和富社企不再贊助大埔足球會，大埔來季少一百萬贊助。助理教練葉佳和呂志興離隊。球隊委任李志堅執教來季球隊。助理教練空缺由前南華，公民球員，擔任右閘或中堅陳思駿頂上。7月19日，大埔開操，贊助人林奕權宣佈今季只有七百萬班費，並宣佈防守中場陳肇鈞加盟球隊。球季結束時，大埔力壓東方、傑志奪得聯賽亞軍。

### 興建球會基地，再奪超聯 (2024年一)
2024一2025年球季
2024年7月18日，在西貢區酒店舉行開操記者會，领隊及副主席葉志雄向政府申請在大埔區興建永久訓練基地，並宣佈班費有8位數字。球會主教練李志堅同時出任球會總監。
5月25日，港超聯煞科日，賽前大埔落後理文一分，以52分居積分榜第二位。大埔主場迎戰北區，大埔上半場憑盧卡斯及帕特華維迪的入球領先兩球，至下半場盧卡斯再獻入球，球賽以3比1完場，輕取3分。而同一時間舉行的標準流浪主場對理文賽事則爆冷3比0完場。最終大埔以25戰55分戰績反勝理文，奪得2024–2025球季聯賽的冠軍寶座，是為球會第二次奪得香港頂級足球聯賽冠軍。
2025一2026年球季

## 球會文化

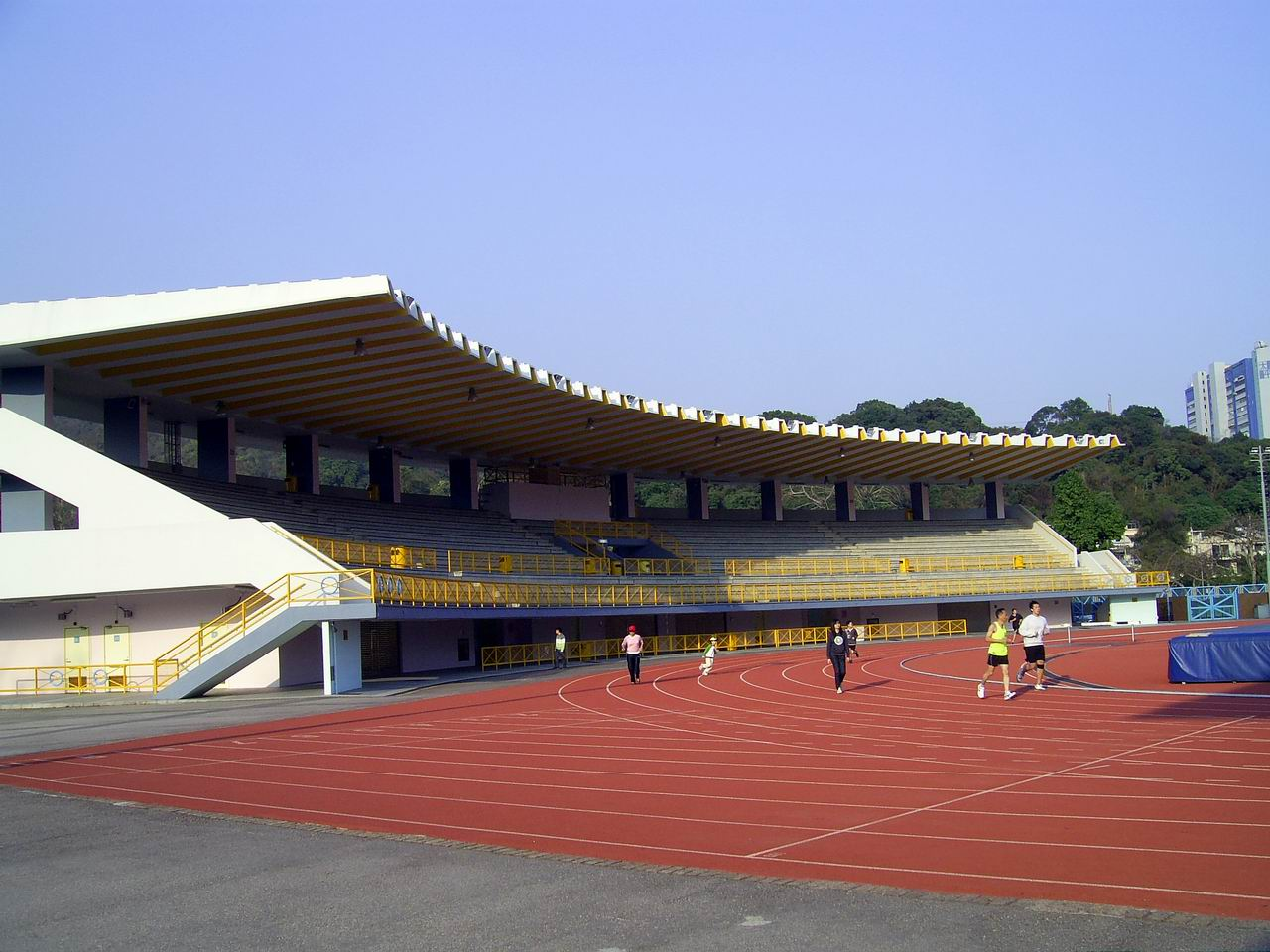
大埔運動場

### 主場球場
2006年9月30日，大埔首次在主場大埔運動場迎戰季初表演平平的班霸南華，三名巴西新援包括中堅祖爾、中場祖利亞及前鋒施雲奴悉數上陣，僅在補時階段被南華球員楊正光主射罰球破網以2-3落敗，不過其表現卻大獲好評，而入場二千多名球迷在狹小場地營造出來的氣氛及主場氣勢亦成為一時佳話，再次帶起本地球壇地區化的話題，是場賽事的成功同時使足總決定於2009-2010球季正式全面推行主客制。
2007–2008球季開始前，球會向足總申請表示希望在9月至11月期間安排五場主場賽事在大埔運動場舉行。惟大埔運動場當時的草地狀況惡劣，加上多支甲組球隊以足總安排不公為由反對，因此足總沒有接納其申請。縱然及後大埔運動場在進行緊急草地修復工程後，草地質素已有改善，但因公平問題，足總最終並未在球季中途宣佈大埔可在主場作賽。
2008–2009球季初，基於參賽球隊增至十三隊，賽程緊密的情況下，足總在季初公佈的上半季賽程中，安排了大埔的主場賽事在大埔運動場進行。惟球隊在2009年3月14日僅負東方的主場賽事中，大埔運動場的草地質素嚴重影響兩隊發揮，使大埔餘下三仗分別對愉園、傑志以及公民的賽事俱要移師至旺角大球場。亦帶出康樂及文化事務署屬下開放予公眾使用的球場，在其草地質素、保養及使用量影響下，未必能整季作為甲組球會的主場。
由於旺角大球場於2009年9月進行重建，需時21個月，所以香港足球總會決定採納港職聯小組的建議推行主客制，從2009–2010球季開始至今，大埔的所有主場賽事都會在大埔運動場舉行。
亞協盃的比賽則需於其他場地進行，例如旺角大球場等亞洲足協認可的場地。
而當和富大埔在第二級聯賽作賽，例如2013-2014球季的乙組和2020-2022的甲組，球隊就會以廣福公園足球場作爲球隊主場，並且不時吸引大量球迷觀賽，人數直逼頂級聯賽。而該場地亦是和富大埔最常用的訓練場地。

### 球會會徽
2002年，大埔區議會通過組織球隊參加丙組(地區)聯賽，動議人兼議會內唯一具有足球背景的陳平出任大旗手，負責成立球隊的大小事務，包括撰寫章程及架構、註冊等，其中設計會徽亦需處理，陳平沒有設計的經驗，唯有借用大埔區議會標誌稍作修改，刪除標誌內的「埔」字，換上「大埔足球會」，保留右上方的帆船並放大置於會名上方分中，再在下方的海浪右方加上一個足球，即成為現在會徽的雛型。

### 球會基地

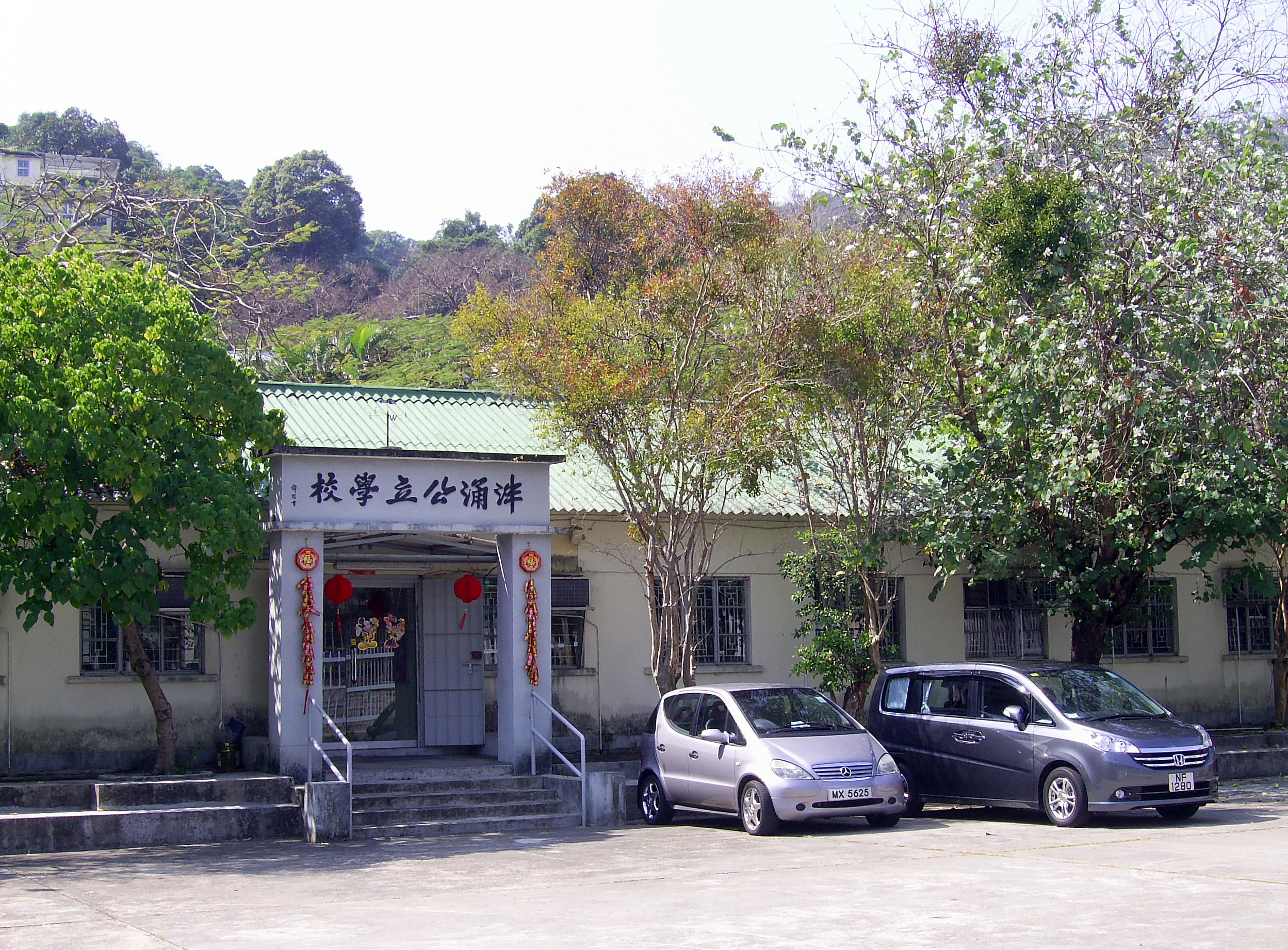
泮涌公立學校

大埔足球會初成立時暫借球會主席朱景玄校長的大元邨梁省德學校作為通訊及註冊之用。直到球隊取得升班港甲資格，才向香港政府申請使用已停辦的泮涌公立學校的舊校舍作為會址及球員宿舍。

### 球場以外
- 圖書
  - 和富大埔在2007年6月出版了名為《和富大埔—足可圓夢》的書，內容包括和富大埔球員專訪、地區足球歷史及意見和香港參加無家者世界盃等。續集《足可圓夢 II》於2010年5月23日舉行新書發佈會，新書內容以小說方式續寫大埔足球故事，載有大埔足球會於2002年成立之初至2009年稱冠之日的人情人事。
- 球會推廣
  - 和富大埔為香港球壇首隊組織打氣足球寶貝，及拍攝及製作足球寫真月曆，獲得各大傳媒報道逾50次，引起香港球迷搶購風潮。和富大埔在香港足球雜誌《SOCCERWAVE》和主場新聞上亦有專欄。

### 影視
- 和富大埔曾經客串演出無綫電視的劇集《尖子攻略》[22]。此外，大埔多次與各電視台合作製作節目，包括最近與無綫電視合作的《新春住家菜》。
- 2024年7月推出微電影-綠茵風華，拿到15個電影獎項。

### 球迷會
- 港超12人，又稱「大埔第12位的綠戰士」。

## 球會榮譽
| 榮譽                  | 次數        | 年度             |             |
| 本 土 聯 賽           | 本 土 聯 賽 | 本 土 聯 賽      | 本 土 聯 賽 |
| --------------------- | ----------- | ---------------- | ----------- |
| 超級聯賽 冠軍         | 2           | 2018–19, 2024–25 |             |
| 甲組聯賽（新制） 冠軍 | 1           | 2015–16          |             |
| 乙組聯賽（舊制） 冠軍 | 1           | 2013–14          |             |
| 丙組聯賽（舊制） 冠軍 | 1           | 2003–04          |             |
| 本 土 盃 賽           |             |                  |             |
| 足總盃 冠軍           | 1           | 2008–09          |             |
| 香港甲組聯賽盃 冠軍   | 1           | 2021–22          |             |
| 菁英盃 冠軍           | 1           | 2016–17          |             |

## 亞洲賽事歷屆成績
| 未進行 | 勝出 | 賽和 | 落敗 |

| 大埔於亞洲賽事歷屆比賽紀錄 | 大埔於亞洲賽事歷屆比賽紀錄  | 大埔於亞洲賽事歷屆比賽紀錄           | 大埔於亞洲賽事歷屆比賽紀錄 | 大埔於亞洲賽事歷屆比賽紀錄 | 大埔於亞洲賽事歷屆比賽紀錄 | 大埔於亞洲賽事歷屆比賽紀錄                             |
| 球季                       | 賽事日期                    | 賽事名稱, 階段                       | 賽果                       | 對賽隊伍                   | 比賽地點                   | 大埔入球球員                                           |
| -------------------------- | --------------------------- | ------------------------------------ | -------------------------- | -------------------------- | -------------------------- | ------------------------------------------------------ |
| 2010                       |                             |                                      |                            |                            |                            |                                                        |
| 2月24日                    | 亞洲足協盃分組賽H組，第一輪 | 1–1                                  | 芽籠聯                     | 惹蘭勿剎體育場             | 安基斯                     |                                                        |
| 3月17日                    | 亞洲足協盃分組賽H組，第二輪 | 0–1                                  | 泰港                       | 將軍澳運動場               |                            |                                                        |
| 3月24日                    | 亞洲足協盃分組賽H組，第三輪 | 0–3                                  | 峴港                       | 支棱體育場                 |                            |                                                        |
| 4月6日                     | 亞洲足協盃分組賽H組，第四輪 | 1–2                                  | 峴港                       | 將軍澳運動場               | 陳立明                     |                                                        |
| 4月20日                    | 亞洲足協盃分組賽H組，第五輪 | 1–1                                  | 芽籠聯                     | 將軍澳運動場               | 陳立明                     |                                                        |
| 4月27日                    | 亞洲足協盃分組賽H組，第六輪 | 0–2                                  | 泰港                       | Surakul球場                |                            |                                                        |
| 2019                       | 3月6日                      | 亞協盃外圍賽，東亞區附加賽圈，首回合 | 0–0                        | 黎明SC                     | 金日成競技場               |                                                        |
| 2019                       | 3月13日                     | 亞協盃外圍賽，東亞區附加賽圈，次回合 | 0–0（5–3 ）                | 黎明SC                     | 旺角大球場                 | 伊高·沙托尼、祖亞奧·利馬、艾華度·柏斯、哈利·索耶、辛祖 |
| 2019                       | 4月3日                      | 亞協盃小組賽I組，第一輪              | 4–2                        | 傑志                       | 旺角大球場                 | 祖亞奧·利馬、伊高·沙托尼、鍾偉強、哈利·索耶            |
| 2019                       | 4月17日                     | 亞協盃小組賽I組，第二輪              | 4–2                        | 航源                       | 旺角大球場                 | 翟廷峯、伊高·沙托尼2、陳肇鈞                           |
| 2019                       | 4月30日                     | 亞協盃小組賽I組，第三輪              | 1–3                        | 四·二五體育隊              | 旺角大球場                 | 哈利·索耶                                              |
| 2019                       | 5月15日                     | 亞協盃小組賽I組，第四輪              | 0–4                        | 四·二五體育隊              | 金日成競技場               |                                                        |
| 2019                       | 6月19日                     | 亞協盃小組賽I組，第五輪              | 3–3                        | 傑志                       | 旺角大球場                 | 烏龍球、辛祖、趙少維                                   |
| 2019                       | 6月26日                     | 亞協盃小組賽I組，第六輪              | 1–1                        | 航源                       | 臺北田徑場                 | 陳肇鈞                                                 |
| 2020                       | 1月21日                     | 亞冠盃外圍賽，第二輪                 | 1–5                        | 吉打                       | 達魯阿曼體育場             | 陳文輝                                                 |
| 2025                       | 9月18日                     | 亞冠二分組賽E 組，第一輪             |                            | 麥克阿瑟                   | 旺角大球場                 |                                                        |
| 2025                       | 10月2日                     | 亞冠二分組賽E 組，第二輪             |                            | 河內公安                   | 行待体育场                 |                                                        |
| 2025                       | 10月23日                    | 亞冠二分組賽E 組，第三輪             |                            | 北京國安                   | 旺角大球場                 |                                                        |
| 2025                       | 11月6日                     | 亞冠二分組賽E 組，第四輪             |                            | 北京國安                   | 北京工人体育场             |                                                        |
| 2025                       | 11月27日                    | 亞冠二分組賽E 組，第五輪             |                            | 麥克阿瑟                   | 金寶鎮體育場               |                                                        |
| 2025                       | 12月11日                    | 亞冠二分組賽E 組，第六輪             |                            | 河內公安                   | 旺角大球場                 |                                                        |

## 人員名單

### 管理層及職員名單
| 位 置              | 名 稱 及 國 籍 | 備 註 |
| ------------------ | -------------- | ----- |
| 管 理 層 及 職 員  |                |       |
| 會長：             | 葉吳彬彬       |       |
| 主席：             | 林奕權         |       |
| 副主席：           | 陳笑權         |       |
| 領隊：             | 葉志雄         |       |
| 秘書長：           | 陳平           |       |
| 傳媒主任：         | 龔璟           |       |
| 教 練 團           |                |       |
| 球會總監：         | 李志堅         |       |
| 主教練：           | 李志堅         |       |
| 助理教練：         | 陳思駿         |       |
| 體能教練：         | 吳詠琮         |       |
| 守門員教練：       | 陳振宇         |       |
| 女 子 隊 職 員     |                |       |
| 女子隊總教練：     | 李志堅         |       |
| 女子隊主教練：     | 譚朗明         |       |
| 女子隊助理教練：   | 楊啟文 陳亮廷  |       |
| 女子隊守門員教練： | 般奴           |       |
| 女子隊體能教練：   | 高朗言         |       |

### 球員名單（2025–2026球季）
| 球員註冊類別 | 球員註冊類別     |
| ------------ | ---------------- |
|              | 外援             |
|              | 多重國籍本地球員 |
|              | U-22青年球員     |

| 號碼   | 國籍     | 球員名字                                           | 出生日期       | 加盟年份 | 前效力球會       | 球員註冊身份 | 備註            |
| 守門員 | 守門員   | 守門員                                             | 守門員         | 守門員   | 守門員           | 守門員       | 守門員          |
| ------ | -------- | -------------------------------------------------- | -------------- | -------- | ---------------- | ------------ | --------------- |
| 1      | 香港     | 盧兆崎（Lo Siu Kei）                               | 2001年9月15日  | 2025年   | 標準流浪         |              | 新加盟          |
| 21     | 香港     | 黃曉朗（Wong Hiu Long）                            | 2007年10月23日 | 2025年   | 青年軍           | U-22青年球員 |                 |
| 29     | 香港     | 潘梓希（Poon Tsz Hei）                             | 2009年3月20日  | 2024年   | 青年軍           | U-22青年球員 |                 |
| 94     | 香港     | 謝家榮（Tse Ka Wing）                              | 1999年9月4日   | 2022年   | 香港U23          |              | 副隊長          |
| 後衛   |          |                                                    |                |          |                  |              |                 |
| 2      | 香港     | 楊學敏（Herman Yeung）                             | 2004年1月23日  | 2024年   | 深水埗           | U-22青年球員 |                 |
| 3      | 香港     | 宋紘毅（Sung Wang Ngai Kohki）                     | 2003年12月2日  | 2024年   | 香港U23          |              |                 |
| 4      | 巴西     | 大囍（Daciel Elis dos Santos）                     | 1996年11月29日 | 2025年   | 巴順達拉國王     | 外援         | 新加盟          |
| 6      | 香港     | 羅振庭（Law Chun Ting）                            | 1996年1月11日  | 2022年   | 佳聯元朗         |              |                 |
| 14     | 巴西     | 馬高斯山度士（Marcos Geraldino dos Santos Junior） | 1996年4月8日   | 2023年   | 新汉堡           | 外援         |                 |
| 17     | 香港     | 郭縉諾（Kwok Chun Nok, "Nelson"）                  | 2004年3月6日   | 2020年   | 青年軍           | U-22青年球員 |                 |
| 26     | 香港     | 李家豪（Lee Ka Ho）                                | 1993年4月26日  | 2022年   | 東區             |              |                 |
| 33     | 巴西     | 加比爾（Gabriel Roberto Cividini Moreira）         | 1994年11月4日  | 2022年   | 自由身           | 外援         | 隊長            |
| 44     | 巴西     | 韋法頓（Weverton Rangel Ribeiro）                  | 2002年1月26日  | 2024年   | 均業北區         | 外援         |                 |
| 87     | 香港     | 尼高拉斯（Nicholas Benavides Medeiros, "Nicko"）   | 2001年11月5日  | 2024年   | 深水埗           |              |                 |
| 中場   |          |                                                    |                |          |                  |              |                 |
| 10     | 香港     | 費蘭度（Fernando Augusto Azevedo Pedreira）        | 1986年11月14日 | 2025年   | 傑志             |              | 新加盟 兼任助教 |
| 12     | 巴西     | 謝臣（Gérson Fraga Vieira）                        | 1992年10月4日  | 2023年   | TRAU             | 外援         | 兼任助教        |
| 15     | 香港     | 杜國榆（Remi Dujardin）                            | 1997年6月23日  | 2024年   | 標準流浪         |              |                 |
| 16     | 香港     | 陳肇鈞（Chan Siu Kwan Philip）                     | 1992年8月1日   | 2023年   | 晉峰             |              | 副隊長          |
| 20     | 巴西     | 帕特華維迪（Patrick Valverde Peral Lopez）         | 1998年3月9日   | 2025年   | Omonia Aradippou | 外援         |                 |
| 22     | 香港     | 宏愷志（Krisna R Korani "Wan Hoi-Chi"）            | 2004年3月2日   | 2024年   | 香港U23          | U-22青年球員 |                 |
| 23     | 香港     | 李樂謙（Lee Lok Him）                              | 2004年4月18日  | 2024年   | 香港U23          | U-22青年球員 |                 |
| 24     | 香港     | 顏卓彬（Ngan Cheuk Pan）                           | 1998年1月22日  | 2025年   | 傑志             |              | 新加盟          |
| 25     | 巴西     | 米基爾（Mikael Guterres Michel）                   | 1993年8月20日  | 2025年   | 阿美利加納泰     | 外援         | 新加盟          |
| 28     | 香港     | 徐朗（Tsui Long）                                  | 2007年2月15日  | 2024年   | 傑志青年軍       | U-22青年球員 |                 |
| 34     | 香港     | 王顯琛（Wong Hin Sum "Marco"）                     | 2002年6月11日  | 2025年   | 自由身           |              | 新加盟          |
| 80     | 香港     | 鍾偉強（Chung Wai Keung, "Mushroom"）              | 1995年10月21日 | 2022年   | 東方龍獅         |              |                 |
| 前鋒   |          |                                                    |                |          |                  |              |                 |
| 7      | 巴西     | 馬卡雷拿（Michel Renner Lopes Antunes）            | 1995年6月16日  | 2023年   | 亚马逊           | 外援         |                 |
| 9      | 巴西     | 保連奴（"Paulinho" Simionato, Paulo Sergio）       | 1989年8月17日  | 2025年   | 理文             | 外援         | 新加盟          |
| 11     | 巴西     | 盧卡斯（Lucas Espindola da Silva）                 | 1990年5月6日   | 2024年   | 斯里彭亨         | 外援         | 副隊長          |
| 18     | 巴西     | 伊高沙托尼（Igor Torres Sartori）                  | 1993年1月8日   | 2024年   | 傑志             | 外援         |                 |
| 27     | 澳大利亚 | 添姆高夫斯基（James Temelkovski）                  | 1998年4月26日  | 2025年   | 西悉尼流浪       | 外援         | 新加盟          |

### 外借球員（2025–2026球季）
| 國籍   | 球員名字                         | 位置 | 出生日期       | 外借球會 |
| ------ | -------------------------------- | ---- | -------------- | -------- |
| 几内亚 | 峇夏比（Mamadou Habib Bah）      | 中場 | 1996年3月15日  | 九龍城   |
| 香港   | 林樂賢（Lam Lok Yin Jerry）      | 中場 | 2001年11月19日 | 標準流浪 |
| 香港   | 馮冠鳴（Fung Kwun Ming "Aries"） | 中場 | 1996年8月2日   | 標準流浪 |
| 香港   | 鄭子森（Cheng Tsz Sum）          | 後衛 | 1999年3月20日  | 標準流浪 |

### 離隊球員及管理層及職員（2025一2026球季）
| 國籍                       | 球員名字                                         | 位置       | 出生日期       | 加盟球會   |
| 夏季轉會窗                 | 夏季轉會窗                                       | 夏季轉會窗 | 夏季轉會窗     | 夏季轉會窗 |
| -------------------------- | ------------------------------------------------ | ---------- | -------------- | ---------- |
| 香港                       | 雲天樂（Michael Wan）                            | 守門員     | 2001年6月23日  |            |
| 香港                       | 戴廷匡（Tai Ting Hong）                          | 守門員     | 2003年3月22日  |            |
| 香港                       | 彭靖揚（Pang Ching Yeung Jethro）                | 後衛       | 1998年2月5日   |            |
| 哥伦比亚                   | 奇雲莫雷拉（Kevin Stev Moreno Obregón）          | 後衛       | 1998年12月12日 |            |
| 香港                       | 張志昊（Chang Chi Ho）                           | 後衛       | 2003年11月11日 |            |
| 巴西                       | 比迪高（"Biteco" Guilherme Bitencourt Da Sliva） | 中場       | 1994年3月12日  |            |
| 哥伦比亚                   | 奇雲巴迪（Kevin Javier Padilla Madrid）          | 中場       | 2001年4月27日  |            |
| 哥伦比亚                   | 伊達里奧（Ítalo Montaño Cortés）                 | 前鋒       | 1999年5月29日  |            |
| 非轉會窗時期(冬季轉會窗後) |                                                  |            |                |            |

## 曾效力球員

### 本地球員
| 梁嘉恆 | 中村佑人 | 戴廷匡 | 彭靖揚 | 張志昊 | 雲天樂 |

### 外援球員
| 大埔足球會曾效力球員 - 外援球員 | 大埔足球會曾效力球員 - 外援球員 | 大埔足球會曾效力球員 - 外援球員 | 大埔足球會曾效力球員 - 外援球員 | 大埔足球會曾效力球員 - 外援球員 | 大埔足球會曾效力球員 - 外援球員 | 大埔足球會曾效力球員 - 外援球員 | 大埔足球會曾效力球員 - 外援球員 |
| ------------------------------- | ------------------------------- | ------------------------------- | ------------------------------- | ------------------------------- | ------------------------------- | ------------------------------- | ------------------------------- |
| 哈利                            | 雲美亞斯                        | 安達                            | 基頓                            | 祖奧沙利斯                      | 保羅                            | 阿倫烈馬                        | 大衛拉菲爾                      |
| 艾華度                          | 杜度                            | 迪亞高                          | 勞高                            | 保羅                            | 保連奴                          | 利馬                            | 雷仙奴                          |
| 卡朗                            | 柏連尼                          | 比迪高                          | 奇雲巴迪                        | 奇雲莫雷拉                      | 伊達里奧                        | 韋爾                            | 卡立                            |
| 蔡立靖                          | 高佑聖                          |                                 |                                 |                                 |                                 |                                 |                                 |

## 外部連結
- 官方网站 （页面存档备份，存于）
- 大埔足球隊官方的Facebook專頁
- 大埔足球隊官方的Instagram帳戶
- 12th綠戰士Facebook 專頁
- 中國香港足球總會網頁球會資料（页面存档备份，存于）